# Stora Gäddtjärnen (Nora socken, Västmanland)
Stora Gäddtjärnen är en sjö i Nora kommun i Västmanland och ingår i Göta älvs huvudavrinningsområde.